# Salzmuseum (Bad Sooden-Allendorf)
Das Salzmuseum von Bad Sooden-Allendorf ist ein 1979 eröffnetes Museum, das die knapp 1000-jährige Geschichte der Salzgewinnung in Bad Sooden-Allendorf dokumentiert.

## Entstehung

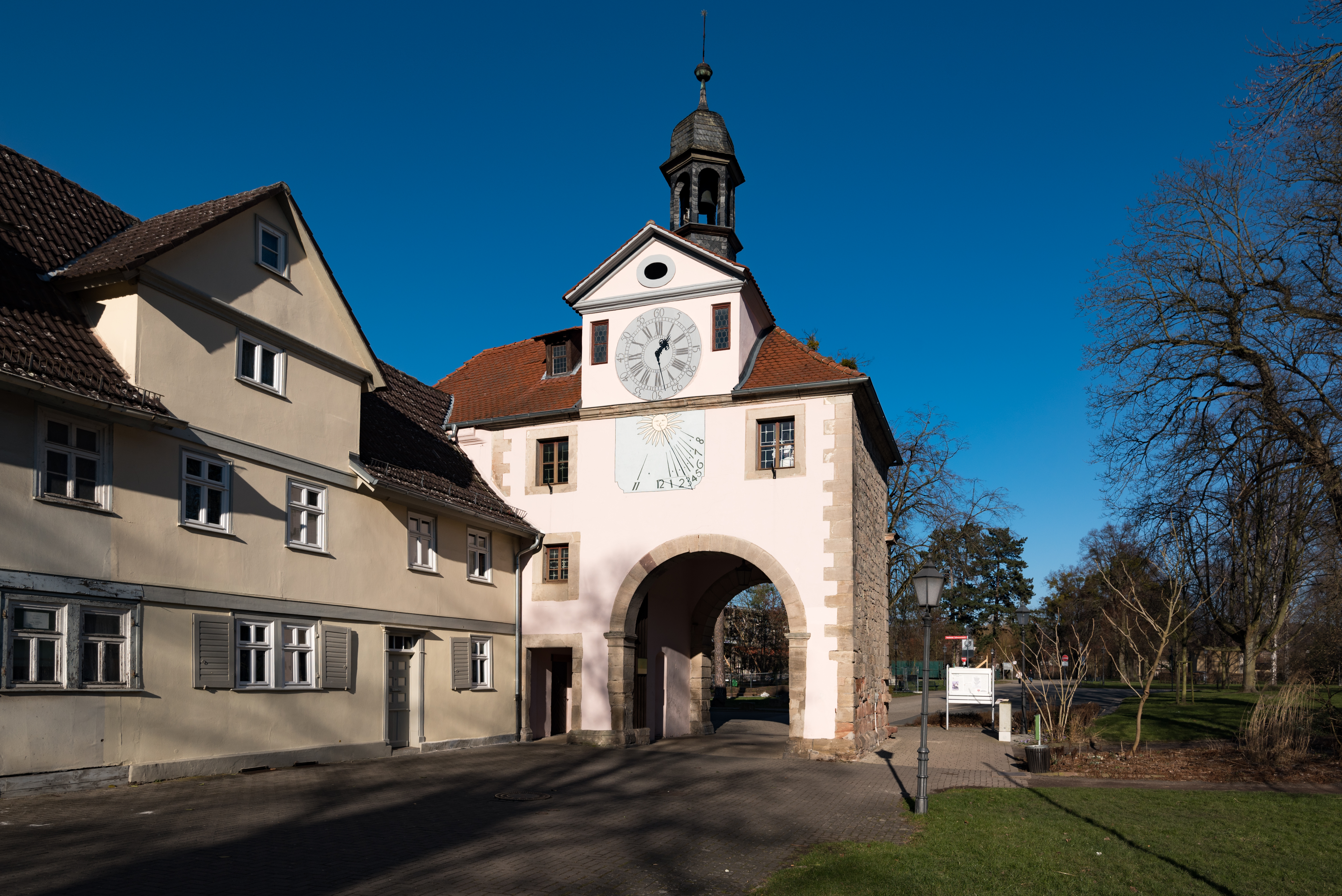
Rosenstraße 1, Södertor Bad Sooden 20180223 004

Gegründet wurde das Museum bereits 1974 von einer Interessengemeinschaft innerhalb des örtlichen Vereins für Heimatkunde. Als Museumsgebäude wählte diese Gemeinschaft das sogenannte Söder Tor, das im Zusammenhang mit der knapp 1000-jährigen Geschichte der Salzgewinnung in der Stadt ebenfalls von Bedeutung ist. 1979, nach umfangreichen Bauarbeiten, wurde das Museum den Besuchern zugänglich gemacht.
Nach der Schließung des Salzwerks im Jahr 1906 hatte sich die Stadtverwaltung bereits 1913 vorgenommen, ein Museum zu bestücken. So wurden viele Originalgeräte des Werks aufbewahrt.

## Das Museumsgebäude

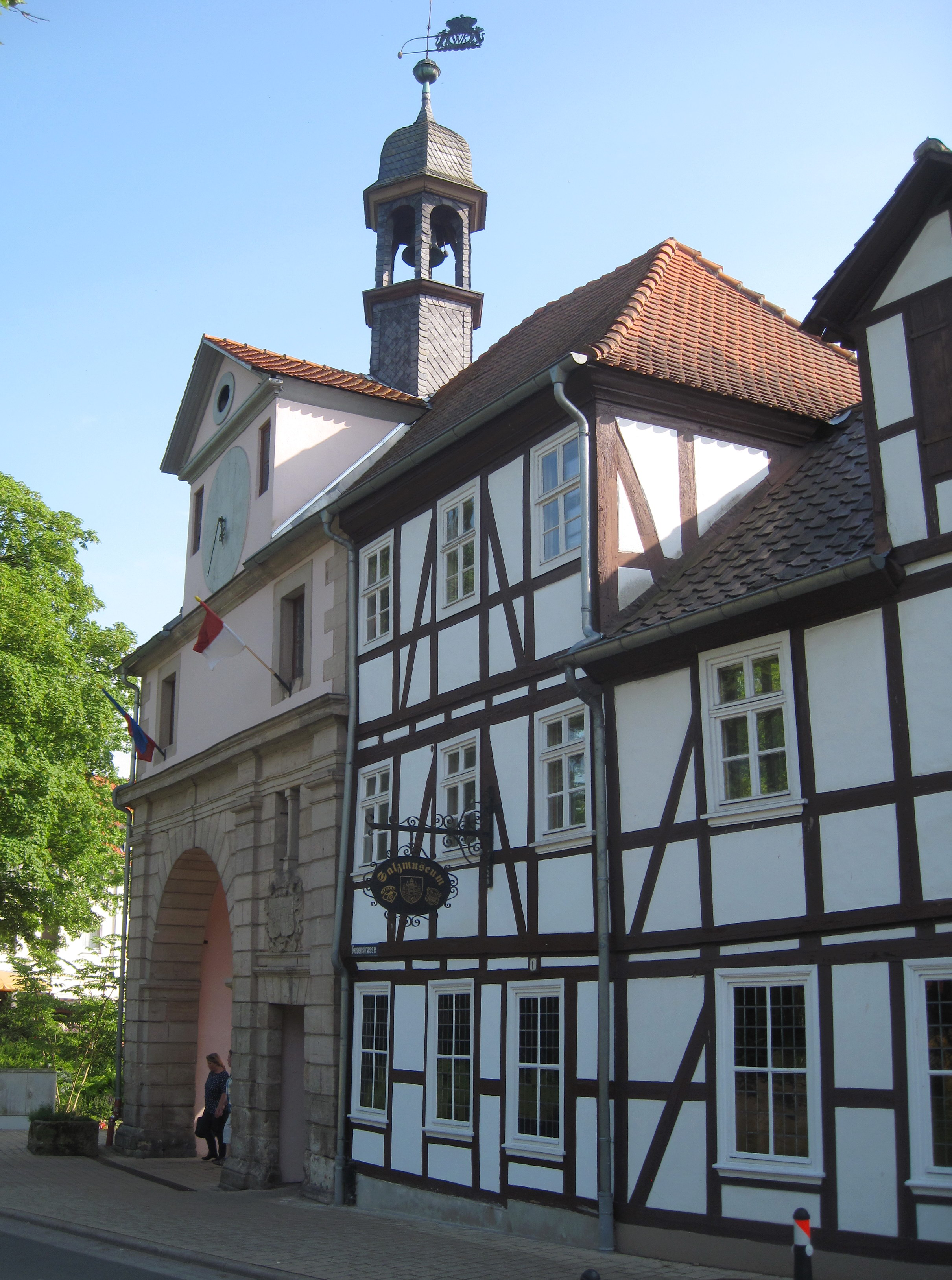
Museumsgebäude

Das Salzwerk wurde, nicht nur in Bad Sooden-Allendorf, mit sämtlichen Produktionsstätten auch „Saline“ genannt. Das Söder Tor, welches das Museum beheimatet, war einst der einzige Zugang zu dieser Saline. Dies sollte mit Kontrollen im Tor vor Salzschmuggel schützen, der – angesichts des einst hohen Wertes des Salzes – ein großes Problem war. Entsprechend war in dem Torgebäude auch ein Gefängnis untergebracht.

## Ausstellung

### Innenbereich
Das Ausstellungsstück mit der größten Bedeutung ist eine Abschrift der sogenannten Salzbibel, die im 16. Jahrhundert von Johannes Rhenanus verfasst wurde. Das Original befindet sich in der Bibliothek des Bergamtes in Clausthal-Zellerfeld, eine weitere Abschrift in der Bibliothek der Gesamthochschule Kassel. Das Exemplar im Salzmuseum ist damit das einzige, das sich in einer öffentlich zugänglichen Ausstellung befindet.
Weiterhin zeigt das Museum erwähnte Originalgeräte, Fotografien, Zeichnungen und Modelle.

### Außenbereich

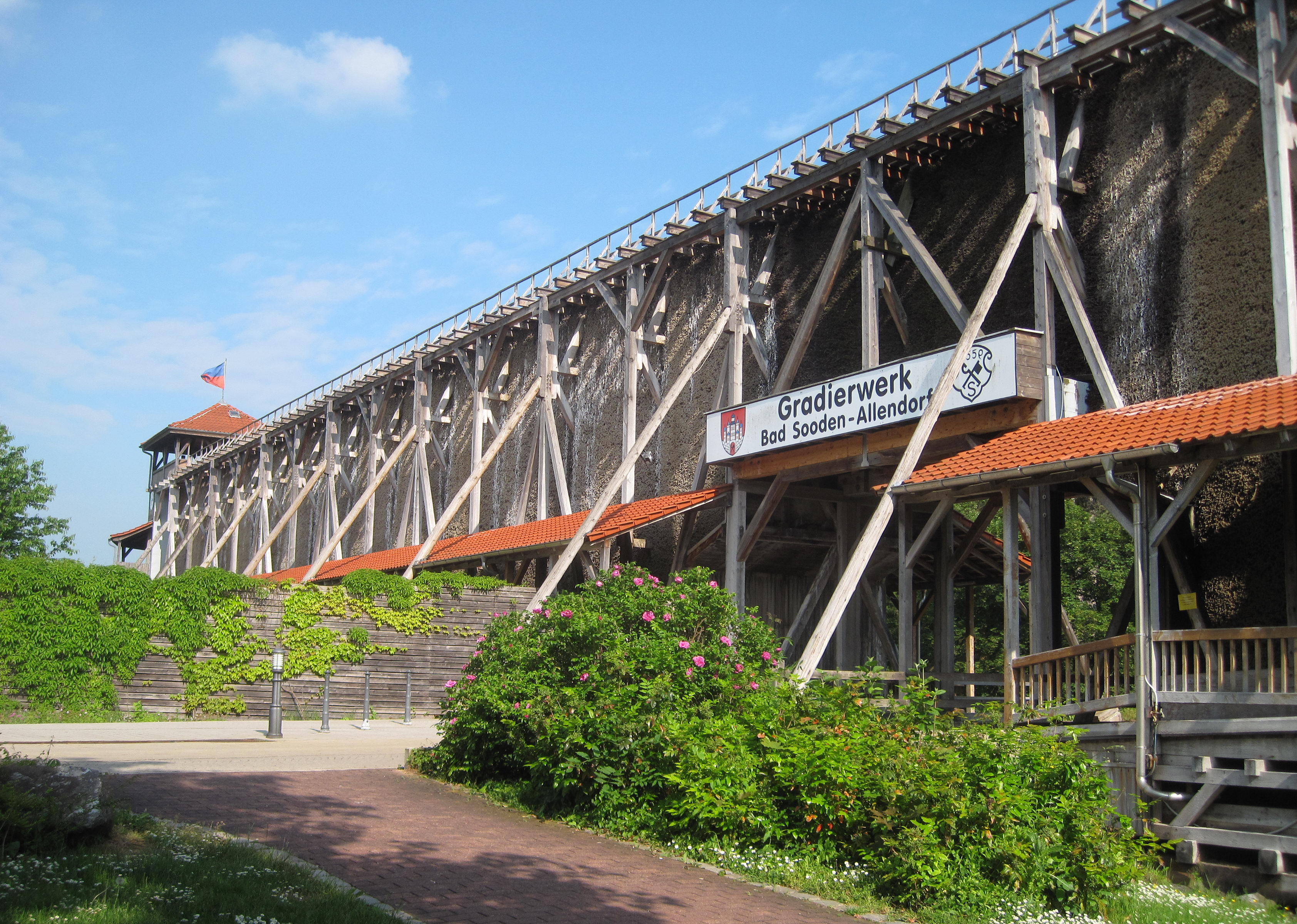
Gradierwerk

Zum Salzmuseum gehören auch einstige Produktionsstätten und Verwaltungsgebäude des Salzwerks bzw. der Saline.
- Solebohrturm
- Gradierwerk
- Solegraben mit Kunsthaus
- Salzamt mit Salztisch
- Pfennigstube
- Solebadehäuschen der Knappschaft von 1818

Die Ausstellungsstücke im Außenbereich sind mit Informationstafeln versehen und werden auch in Führungen einbezogen.